# Helen Kayser
Helen Kayser is een tennisspeelster uit Australië.
Van 1965 tot en met 1969 was Kayser vijfmaal achtereen kampioen bij de meisjes, op het Tennis Wollongong Junior Age Championship.
Op de Australian Open van 1971 kwam ze tot de tweede ronde in het enkelspel, en tot de kwartfinale in het dubbelspel. 